# Predictable
Predictable (ang. przewidywalny) to pierwszy singel promujący trzecią płytę poppunkowego zespołu Good Charlotte. Piosenka mówi o kimś przewidywalnym. Osoba ta nie dotrzymuje danego słowa, daje obietnice bez pokrycia. Teledysk pokazuje ulicę, po której idzie Joel, a reszta przygląda mu się z ciekawością przy pracy, np. Billy Martin sprzedaje lemoniadę, a Paul roznosi mleko. Klip jest utrzymany w dość mrocznej scenerii, został wyreżyserowany przez Brothers Blood (braci Madden) wraz z Smithem i Borinem (Billym i Paulem).

## Lista utworów

### Płyta normalna
1. Predictable
2. The Chronicles Of Life And Death
3. The Anthem
4. Hold On

### Predictable Part 1
1. Predictable
2. The Chronicles Of Life & Death (Acoustic)

### Predictable Part 2
1. Predictable
2. The Anthem (The Abbey Road Sessions)
3. Hold On (The Abbey Road Sessions)
4. Predictable (Video)